# Pteropera bredoi
Pteropera bredoi är en insektsart som beskrevs av Donskoff 1981. Pteropera bredoi ingår i släktet Pteropera och familjen gräshoppor. Inga underarter finns listade i Catalogue of Life.